# Cymatoderma elegans
Cymatoderma elegans är en svampart som beskrevs av Jungh. 1840. Cymatoderma elegans ingår i släktet Cymatoderma och familjen Meruliaceae.   Inga underarter finns listade i Catalogue of Life.

## Källor

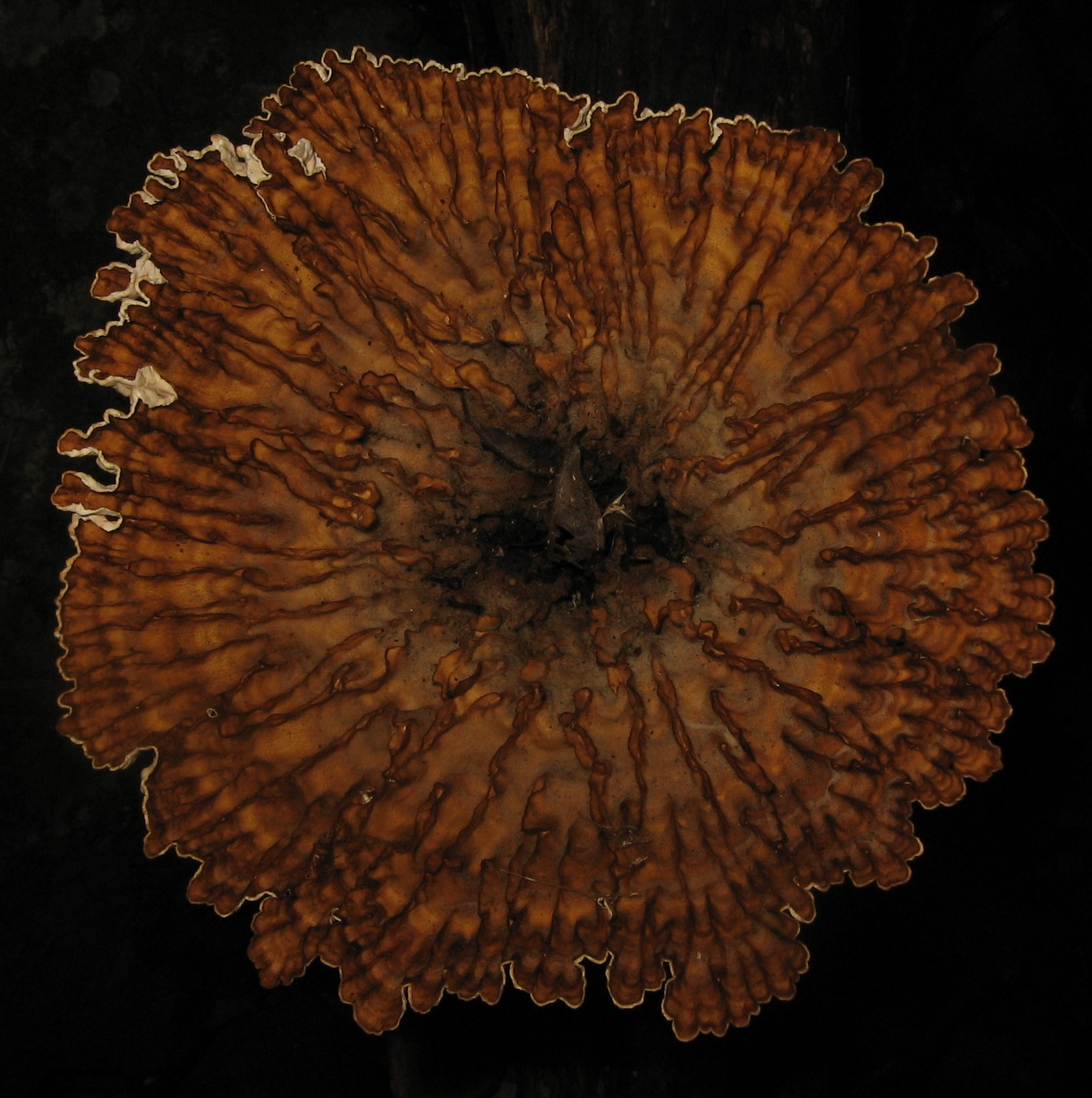
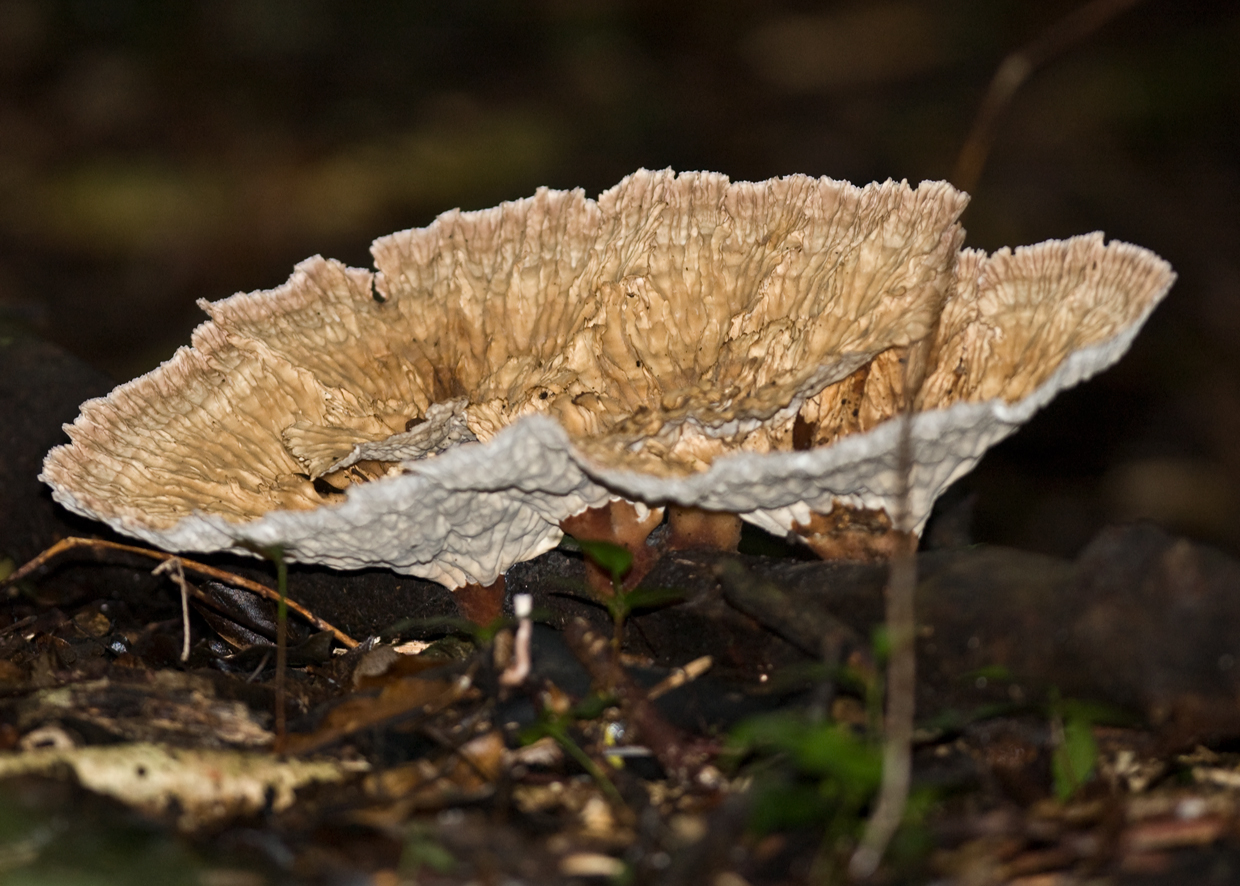
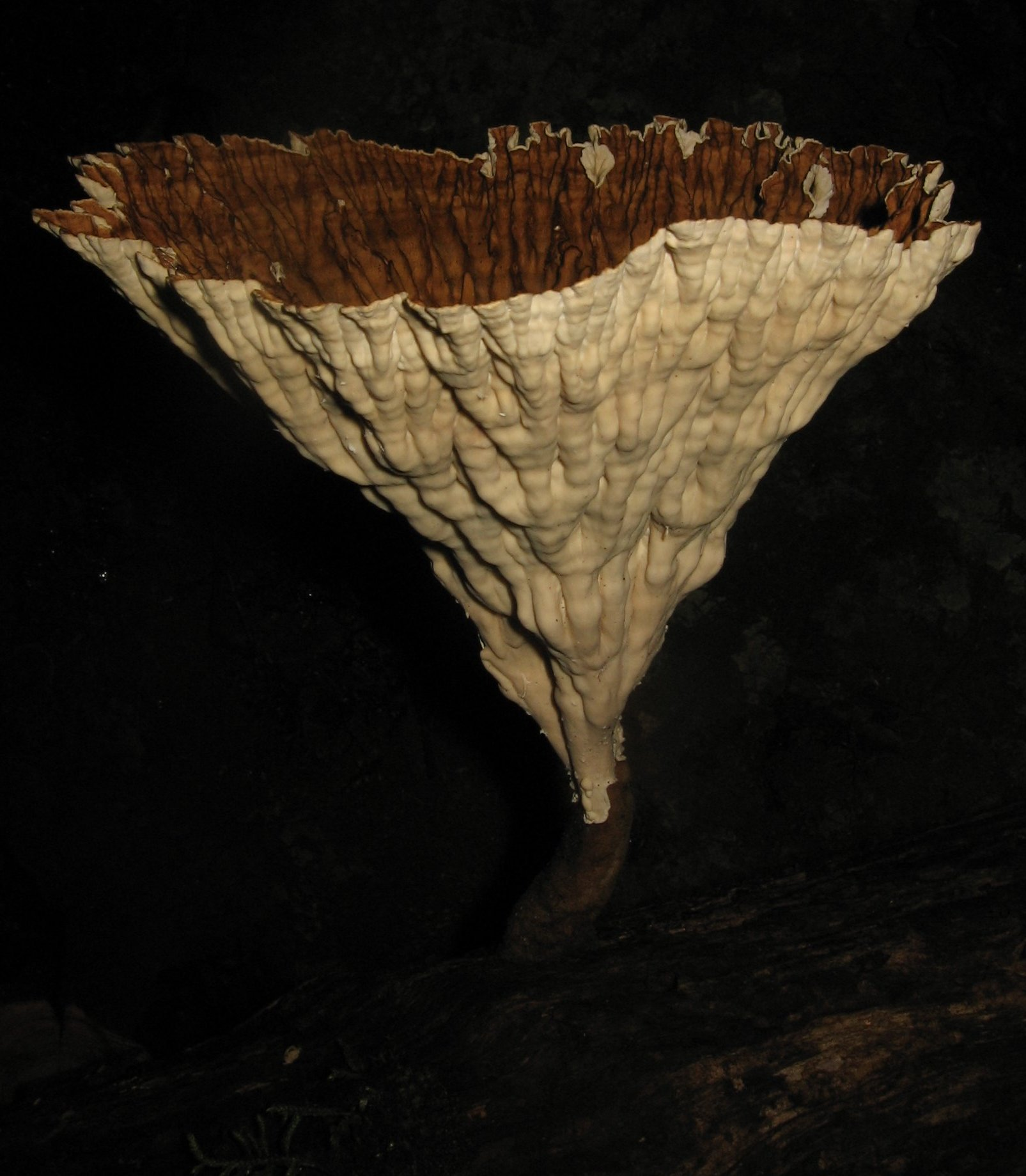